# Awaken (Natalie Grant)
Awaken è il quarto album in studio della cantante statunitense Natalie Grant, pubblicato nel 2005.

## Tracce
1. Intro (The Awakening) – 0:44 (Bernie Herms)
2. Awaken – 3:47 (Natalie Grant, Rob Graves, Jason McArthur, Joy Williams)
3. Something Beautiful – 3:20 (Chance Scoggins, Matthew West)
4. What Are You Waiting For – 3:42 (Bridget Benenate, Steve Booker, Matthew Gerrard)
5. The Real Me – 4:52 (Grant)
6. Another Day – 4:09 (Susanne Lewis, Guy Zabka)
7. Home – 4:51 (Grant, Trina Harmon, Herms)
8. Captured – 3:51 (Graves, Herms, McArthur)
9. Held – 4:22 (Christa Wells)
10. You Move Me – 4:16 (Grant, Barry Weeks)
11. Make Me Over – 5:33 (Grant, Herms)
12. Live for Today – 4:24 (Grant)
13. Bring It All Together (featuring Wynonna Judd) – 6:26

Durata totale: 54:17